# 8. Mila
8. Mila (ang. 8 Mile) – dramat filmowy produkcji amerykańsko-niemieckiej z 2002 roku w reżyserii Curtisa Hansona, bazujący na biografii amerykańskiego rapera Eminema. Autorem scenariusza był Scott Silver.
W 2003 roku utwór „Lose Yourself” uhonorowany został Nagrodą Akademii Filmowej.

## Opis fabuły
Rok 1995, Detroit. Jimmy „B-Rabbit” Smith, Jr. (Marshall Mathers III) mieszka w starej przyczepie samochodowej niedaleko ulicy o nazwie 8. Mila, która wyznacza granicę między miastem, a przedmieściami. Jego życiem jest hip-hop – w nim szuka ucieczki od szarej rzeczywistości i codziennych problemów, które piętrzą się przed nim z dnia na dzień. Rzuca go dziewczyna, a nowa praca w fabryce zderzaków samochodowych nie odpowiada mu. Postanawia stanąć do hiphopowej walki na słowa – w miejscowym klubie The Shelter co tydzień odbywają się zawody we freestyle’owaniu, a publiczność wybiera najlepszego MC. Jimmy’emu trudno jest zaaklimatyzować się w środowisku, ponieważ jest białoskóry, przez co jako raper od razu zostaje przekreślony. Jego występ okazuje się zupełną porażką. Gdy bierze do ręki mikrofon, nie potrafi wydobyć z siebie słowa. Zdesperowany wraca do matki, mieszkającej w przyczepie z młodszą siostrą Jimmy’ego i swoim chłopakiem (rówieśnikiem syna). W ciągu następnego tygodnia Jimmy’emu przyjdzie dokonać wielu ważnych wyborów, mających znaczenie w jego dalszym życiu.

## O filmie
Film w różnym stopniu opiera się na biografii Eminema. Jak przyznają on i reżyser, pewne fakty zmieniono, coś ujęto, coś dodano – zrobiono wszystko, aby film jak najbardziej spodobał się widzom, dla których powstał, czyli młodzieży. Film, z racji środowiska, w jakim się rozgrywa, jest dość brutalny i bardzo wulgarny. Dużą rolę odgrywa w nim muzyka – jak przyznaje reżyser, stanowiła ona połowę sukcesu filmu. Istotna była nie tyle ścieżka dźwiękowa, co freestyle, stanowiący „broń” raperów. Sceny w The Shelter przygotowywano przez kilka tygodni. Specjalnie na ich potrzeby zatrudniono rzeszę specjalnych statystów – osób, które na co dzień obserwują w Detroit prawdziwe wojny na słowa. Same freestyle’e były tworzone na kilka chwil przed rozpoczęciem kręcenia danej sceny.
8. Mila, jako jeden z niewielu filmów aktorskich, w wersji przeznaczonej na DVD została zdubbingowana na język polski. Bohaterowie mówią językiem polskim, jednak większość freestyle’ów pozostała w wersji oryginalnej – w miejsce polskich głosów automatycznie pojawiają się napisy.

## Obsada
- Eminem jako Jimmy „B-Rabbit” Smith, Jr., główny bohater
- Mekhi Phifer jako David „Future” Porter, przyjaciel Jimmy’ego
- Brittany Murphy jako Alex Latorno, dziewczyna Jimmy’ego
- Kim Basinger jako Stephanie, matka Jimmy’ego
- Taryn Manning jako Janeane, była dziewczyna Jimmy’ego
- Michael Shannon jako Greg Buehl, chłopak Stephanie
- De'Angelo Wilson jako „DJ Iz”, kolega Jimmy’ego
- Evan Jones jako „Cheddar Bob”, kolega Jimmy’ego
- Omar Benson Miller jako „Sol George”, kolega Jimmy’ego
- Eugene Byrd jako „Wink”
- Anthony Mackie jako „Papa Doc” (Clarence)
- Xzibit jako Mike (Male Lunch Truck Rapper)
- Proof jako „Lil’ Tic”
- Craig Chandler jako Paul
- Chloe Greenfield jako Lily

## Wersja polska
Wersja polska: Start International Polska

Reżyseria: Joanna Wizmur

Dialogi: Anna Niedźwiecka-Medek

Dźwięk i montaż: Hanna Makowska, Janusz Tokarzewski

Kierownictwo produkcji: Paweł Araszkiewicz

Udział wzięli:
- Borys Szyc – Jimmy „B-Rabbit” Smith Jr
- Magdalena Wójcik – Stephanie Smith
- Andrzej Nejman – David „Future” Porter
- Jan Aleksandrowicz – Cheddar Bob
- Jarosław Boberek – Sol George
- Zbigniew Suszyński – DJ Iz
- Piotr Szwedes – Wink
- Izabella Bukowska – Alex
- Jan Kulczycki – Money
- Agnieszka Kunikowska – Janeane
- Marcin Troński – Roy Darucher
- Mirosław Zbrojewicz – Big O
- Paweł Szczesny – Paul

oraz
- Tomasz Kozłowicz – ochroniarz w klubie The Shelter
- Elżbieta Kopocińska-Bednarek – Recepcjonistka w WJLB
- Joanna Wizmur – sąsiadka
- Adam Krylik
- Cezary Kwieciński
- Jacek Rozenek - Papa Doc
- Iwona Rulewicz